# Lamar-universiteit
De Lamar-universiteit (Engels: Lamar University) is een openbare, gemengde universiteit in Beaumont (Texas). De universiteit wordt meestal kortweg Lamar of LU genoemd. Er staan bijna 14.000 studenten ingeschreven (2012).

## Geschiedenis
Lamar werd op 17 september 1923 opgericht en heette toen South Park Junior College. Het had nog geen eigen gebouw maar betrok een derde verdieping van een middelbare school. Louis R. Pietzsch was de oprichter en eerste president. In 1932 was de school zo gegroeid dat er ook studenten van buiten de stad kwamen, en toen werd de naam veranderd in Lamar College, vernoemd naar Mirabeau B. Lamar (1798–1859), voormalig president van de Republiek Texas, bijgenaamd the Father of Texas Education. In 1942 werd een eigen campus in gebruik genomen.
Nadat de Tweede Wereldoorlog was afgelopen, gingen veel veteranen studeren. Het studentenaantal groeide ook op Lamar. De opleidingen werden uitgebreid tot een vierjarig programma en in 1949 werd het een staatsuniversiteit en werd de naam veranderd in Lamar State College of Technology. Sinds 1960 kan er een Masters graad behaald worden en in 1970 kwam er een doctoraal-programma.
Daarna kwam de babyboom. De gebouwen werden uitgebreid. In 1969 werd een tweede universiteit geopend in Orange (Texas) en in 1975 volgde een fusie met de Port Arthur College, ook in Texas, en zo ontstond de Lamar University-Port Arthur in Port Arthur (Texas).
Lamar maakte van 1983-1995 deel uit van het Lamar University System, dat bestond uit het Lamar State College - Orange, het Lamar State College - Port Arthur en het Lamar Institute of Technology. Sinds 1995 maakt het deel uit van The Texas State University System.

## Sport
Lamar heeft een sportafdeling die in 1932 de naam Cardinals kreeg. Er wordt onder meer basketball, golf, cross country, tennis, voetbal, damesvolleyball en herenbaseball gespeeld.

## Alumni
Muziek
- Leroy Osmon
- Charles Albert Wiley  (1952)

Basketbal
- Midde Hamrin-Senorski (1979?)

Golfers
- Trevor Dodds (1992)
- Dawie Van der Walt (2004)

Kevin Hesbois en Hugues Joannes gingen in 2008 naar Lamar, Xavier Feyaerts in 2009.